# WWE Draft 2021
WWE Draft 2021 był szesnastym draftem amerykańskiej federacji wrestlingu World Wrestling Entertainment. Odbył się 1 października podczas odcinka programu WWE SmackDown i był emitowany na żywo w Stanach Zjednoczonych za pośrednictwem stacji Fox oraz 4 października podczas odcinka programu WWE Raw i był emitowany na żywo za pośrednictwem stacji USA Network.

## Zasady draftu
Kilka godzin przed startem pierwszej części tegorocznego draftu, WWE opublikowało jego zasady. Ponad 60 wrestlerów, jak także Tag Teamy, mogli być wybrani na Raw lub SmackDown, licząc wszystkich mistrzów z Raw i SmackDown.
- Jedna połowa składu będzie przenoszona 1 października na odcinku SmackDown, a pozostała część zawodników będzie miała swój transfer 4 października na odcinku Raw.
- Zawodnicy nie wzięci pod uwagę podczas Draftu, będą uznawani jako wolni agenci i będą mogli dołączyć do dowolnego brandu po ich powrocie.
- Wybory draftu zaczną obowiązywać 22 października, dzień po gali Crown Jewel.

## Przebieg draftu

### Część 1:SmackDown(1 października)
Podczas pierwszej części draftu 2022 odbyły się cztery rundy draftu. WWE officiale Adam Pearce i Sonya Deville, ogłaszali wybory draftu dla każdej rundy.
| Runda | Wybór # | Zawodnik                                                                | Brand przed draftem | Brand po drafcie | Rola                                            | Wybór brandu # |
| ----- | ------- | ----------------------------------------------------------------------- | ------------------- | ---------------- | ----------------------------------------------- | -------------- |
| 1     | 1       | Roman Reigns z Paulem Heymanem                                          | SmackDown           | SmackDown        | Wrestler i menedżer Universal Champion (Reigns) | 1              |
| 1     | 2       | Big E                                                                   | Raw                 | Raw              | Wrestler WWE Champion                           | 1              |
| 1     | 3       | Charlotte Flair                                                         | Raw                 | SmackDown        | Wrestlerka Raw Women’s Champion                 | 2              |
| 1     | 4       | Bianca Belair                                                           | SmackDown           | Raw              | Wrestlerka                                      | 2              |
| 2     | 5       | Drew McIntyre                                                           | Raw                 | SmackDown        | Wrestler                                        | 3              |
| 2     | 6       | RK-Bro (Randy Orton i Riddle)                                           | Raw                 | Raw              | Tag Team Raw Tag Team Champions                 | 3              |
| 2     | 7       | The New Day (Kofi Kingston i Xavier Woods)                              | Raw                 | SmackDown        | Tag Team                                        | 4              |
| 2     | 8       | Edge                                                                    | SmackDown           | Raw              | Wrestler Hall of Famer                          | 4              |
| 3     | 9       | Happy Corbin i Madcap Moss                                              | SmackDown           | SmackDown        | Tag Team                                        | 5              |
| 3     | 10      | Nikki A.S.H. i Rhea Ripley                                              | Raw                 | Raw              | Tag Team WWE Women’s Tag Team Champions         | 5              |
| 3     | 11      | Hit Row (B-Fab, Isaiah Swerve Scott, Ashante "Thee" Adonis i Top Dolla) | NXT                 | SmackDown        | Stajnia NXT North American Champion (Scott)     | 6              |
| 3     | 12      | Keith "Bearcat" Lee                                                     | Raw                 | Raw              | Wrestler                                        | 6              |
| 4     | 13      | Naomi                                                                   | SmackDown           | SmackDown        | Wrestlerka                                      | 7              |
| 4     | 14      | The Mysterios (Dominik Mysterio i Rey Mysterio)                         | SmackDown           | Raw              | Tag Team                                        | 7              |
| 4     | 15      | Jeff Hardy                                                              | Raw                 | SmackDown        | Wrestler                                        | 8              |
| 4     | 16      | Austin Theory                                                           | NXT                 | Raw              | Wrestler                                        | 8              |

#### Dodatkowe wybory:Talking Smack(1 i 2 października)
Poniżej przedstawiono transfery, które zostały ogłoszone na oficjalnych portalach społecznościowych federacji. Oprócz tego 2 października przeprowadzono dodatkowe wybory, które odbywały się podczas odcinka Talking Smack.
| Zawodnik                          | Brand przed draftem | Brand po drafcie | Rola                   |
| --------------------------------- | ------------------- | ---------------- | ---------------------- |
| Akira Tozawa                      | Raw                 | Raw              | Wrestler               |
| Aliyah                            | NXT                 | SmackDown        | Wrestlerka             |
| Alpha Academy (Chad Gable i Otis) | SmackDown           | Raw              | Tag Team               |
| Apollo Crews i Commander Azeez    | SmackDown           | Raw              | Tag Team               |
| Doudrop                           | Raw                 | Raw              | Wrestlerka             |
| Drake Maverick                    | Raw                 | Raw              | Wrestlerka             |
| Drew Gulak                        | Raw                 | SmackDown        | Wrestler               |
| John Morrison                     | Raw                 | Raw              | Wrestler               |
| Mace                              | Raw                 | SmackDown        | Wrestler               |
| Mansoor                           | Raw                 | SmackDown        | Wrestler               |
| Mustafa Ali                       | Raw                 | SmackDown        | Wrestler               |
| Nia Jax                           | Raw                 | Raw              | Wrestlerka             |
| R-Truth                           | Raw                 | Raw              | Wrestler               |
| Reggie                            | Raw                 | Raw              | Wrestler 24/7 Champion |
| T-Bar                             | Raw                 | Raw              | Wrestler               |
| Toni Storm                        | SmackDown           | SmackDown        | Wrestlerka             |
| Zelina Vega                       | SmackDown           | Raw              | Wrestlerka             |

### Część 2:Raw(4 października)
Podczas drugiej części draftu 2022 odbyło się sześć rund draftu. WWE officiale Adam Pearce i Sonya Deville, ogłaszali wybory draftu dla każdej rundy.
| Runda | Wybór # | Zawodnik                                          | Brand przed draftem | Brand po drafcie | Rola                                          | Wybór brandu # |
| ----- | ------- | ------------------------------------------------- | ------------------- | ---------------- | --------------------------------------------- | -------------- |
| 1     | 1       | Becky Lynch                                       | SmackDown           | Raw              | Wrestlerka SmackDown Women’s Champion         | 1              |
| 1     | 2       | The Usos (Jey i Jimmy Uso)                        | SmackDown           | SmackDown        | Tag Team SmackDown Tag Team Champions         | 1              |
| 1     | 3       | Bobby Lashley z MVP                               | Raw                 | Raw              | Wrestler                                      | 2              |
| 1     | 4       | Sasha Banks                                       | SmackDown           | SmackDown        | Wrestlerka                                    | 2              |
| 2     | 5       | Seth Rollins                                      | SmackDown           | Raw              | Wrestler                                      | 3              |
| 2     | 6       | King Nakamura i Rick Boogs                        | SmackDown           | SmackDown        | Tag Team Intercontinental Champion (Nakamura) | 3              |
| 2     | 7       | Damian Priest                                     | Raw                 | Raw              | Wrestler United States Champion               | 4              |
| 2     | 8       | Sheamus                                           | Raw                 | SmackDown        | Wrestler                                      | 4              |
| 3     | 9       | AJ Styles i Omos                                  | Raw                 | Raw              | Tag Team                                      | 5              |
| 3     | 10      | Shayna Baszler                                    | Raw                 | SmackDown        | Wrestlerka                                    | 5              |
| 3     | 11      | Kevin Owens                                       | SmackDown           | Raw              | Wrestler                                      | 6              |
| 3     | 12      | Xia Li                                            | NXT                 | SmackDown        | Wrestlerka                                    | 6              |
| 4     | 13      | The Street Profits (Angelo Dawkins i Montez Ford) | SmackDown           | Raw              | Tag Team                                      | 7              |
| 4     | 14      | The Viking Raiders (Erik i Ivar)                  | Raw                 | SmackDown        | Tag Team                                      | 7              |
| 4     | 15      | Finn Bálor                                        | SmackDown           | Raw              | Wrestler                                      | 8              |
| 4     | 16      | Ricochet                                          | Raw                 | SmackDown        | Wrestler                                      | 8              |
| 5     | 17      | Karrion Kross                                     | Raw                 | Raw              | Wrestler                                      | 9              |
| 5     | 18      | Angel Garza i Humberto Carrillo                   | Raw                 | SmackDown        | Tag Team                                      | 9              |
| 5     | 19      | Alexa Bliss                                       | Raw                 | Raw              | Wrestlerka                                    | 10             |
| 5     | 20      | Cesaro                                            | SmackDown           | SmackDown        | Wrestler                                      | 10             |
| 6     | 21      | Carmella                                          | SmackDown           | Raw              | Wrestlerka                                    | 11             |
| 6     | 22      | Ridge Holland                                     | NXT                 | SmackDown        | Wrestler                                      | 11             |
| 6     | 23      | Gable Steveson                                    | Wolny agent         | Raw              | Wrestler                                      | 12             |
| 6     | 24      | Sami Zayn                                         | SmackDown           | SmackDown        | Wrestler                                      | 12             |

#### Dodatkowe wybory:Raw Talk(4 października)
Poniżej przedstawiono transfery, ogłoszone 4 października na odcinku Raw Talk.
| Zawodnik                                                | Brand przed draftem | Brand po drafcie | Rola       |
| ------------------------------------------------------- | ------------------- | ---------------- | ---------- |
| Dana Brooke                                             | Raw                 | Raw              | Wrestlerka |
| The Dirty Dawgs (Dolph Ziggler i Robert Roode)          | SmackDown           | Raw              | Tag Team   |
| The Hurt Business (Cedric Alexander i Shelton Benjamin) | Raw                 | Raw              | Tag Team   |
| Jaxson Ryker                                            | Raw                 | Raw              | Wrestler   |
| Jinder Mahal i Shanky                                   | Raw                 | SmackDown        | Tag Team   |
| Liv Morgan                                              | SmackDown           | Raw              | Wrestlerka |
| Mia Yim                                                 | NXT                 | Raw              | Wrestlerka |
| The Miz                                                 | Raw                 | Raw              | Wrestler   |
| Natalya                                                 | SmackDown           | SmackDown        | Wrestlerka |
| Shotzi                                                  | SmackDown           | SmackDown        | Wrestlerka |
| Tamina                                                  | SmackDown           | Raw              | Wrestlerka |
| Tegan Nox                                               | SmackDown           | Raw              | Wrestlerka |
| Veer                                                    | Raw                 | Raw              | Wrestler   |

### Wolni agenci
Wrestlerzy, którzy są kontuzjowani, nieaktywni lub po prostu nie byli wzięci pod uwagę Draftu, a nadal są częścią firmy są określani mianem wolnego agenta.
| Zawodnik                                        | Brand przed draftem | Powód, dla którego zawodnik nie był częścią draftu | Status po powrocie     | Data                | Dodatkowe informacje |
| ----------------------------------------------- | ------------------- | -------------------------------------------------- | ---------------------- | ------------------- | --- |
| Brock Lesnar                                    | Raw                 | Warunki kontraktu                                  | Wolny agent            | 1 października 2021 | Podczas pierwszej części draftu Lesnar ogłosił, że będzie występował w każdym brandzie.                                                         |
| Lucha House Party (Gran Metalik i Lince Dorado) | Raw                 | Nie wzięci pod uwagę draftu                        | Zwolnieni              | 4 listopada 2021    | Ostatnio wystąpili 13 września 2021 na odcinku Main Event. 4 listopada Metalik i Dorado zostali zwolnieni z kontraktów WWE.                     |
| Eva Marie                                       | Raw                 | Nie wzięta pod uwagę draftu                        | Zwolniona              | 4 listopada 2021    | Ostatnio wystąpiła 27 września 2021 na odcinku Raw. 4 listopada Marie została zwolniona z kontraktu WWE.                                        |
| Shane Thorne                                    | SmackDown           | Nie wzięty pod uwagę draftu                        | Zwolniony              | 18 listopada 2021   | Ostatnio walczył w Dark matchu 24 września 2021 na odcinku SmackDown. 18 listopada Thorne został zwolniony z kontraktu WWE.                     |
| Maryse                                          | Raw                 | Nie wzięta pod uwagę draftu                        | Raw                    | 29 listopada 2021   | Ostatnio wystąpiła 12 kwietnia 2021 na odcinku Raw. Powróciła wraz z mężem The Mizem, po jego udziale w programie Dancing with the Stars.       |
| Elias                                           | Raw                 | Nie wzięty pod uwagę draftu                        | Raw                    | 4 kwietnia 2022     | Ostatnio wysyąpił w nagranej wcześniej winietce 23 sierpnia na odcinku Raw. Powrócił z nowym gimmickiem, jako młodszy brat Eliasa, Ezekiel.     |
| Lacey Evans                                     | Raw                 | Nieaktywna; urlop macierzyński                     | SmackDown              | 8 kwietnia 2022     | Ostatnio wysyąpiła 15 lutego 2021 na odcinku Raw. Powróciła na wcześniej nagranej winietce na SmackDown.                                        |
| Asuka                                           | Raw                 | Nieaktywna; kontuzja ręki                          | Raw                    | 25 kwietnia 2022    | Ostatnio wysyąpiła 18 lipca 2021 na Money in the Bank. Powróciła, przerywając powrót Becky Lynch.                                               |
| Titus O’Neil                                    | Raw                 | Nie wzięty pod uwagę draftu                        | Globalny Ambasador WWE | 18 lipca 2022       | Ostatnio wysyąpił na WrestleManii 37 10 kwietnia 2021. Powrócił 18 lipca 2022 na Raw i został ogłoszony, że jest Globalnym Ambasadorem WWE.     |
| Bayley                                          | SmackDown           | Nieaktywna; zerwane więzadło krzyżowe              | Raw                    | 30 lipca 2022       | Ostatnio wysyąpiła w lato 2021 na odcinku SmackDown. Powróciła na SummerSlam z powracającą Dakotą Kai i debiutującą w głównym rosterze Iyo Sky. |